# Drago Mario Šijanec
Drago Mario Šijanec, slovenski skladatelj, violist in dirigent, * 18. december 1907, Pulj, † 2. november 1986, Olivos, Argentina.
Šijanec se je rodil v Pulju, kjer je bil njegov oče kapelnik Marinarske godbe in glavni učitelj na državni mornarski šoli. Šolo je obiskoval v Mariboru, že kot dijak je skomponiral baletno glasbo po Župančičevi pesmi Ptič samoživ. Kompozicijo, dirigiranje in violo je študiral v Pragi, izpopolnjeval pa se je tudi v snemanju glasbe pred mikrofonom. Med letoma 1932 in 1935 se je izpopolnjeval v Parizu, saj mu je pariški Fonetski inštitut podelil triletno štipendijo; zanj je snemal in proučeval lužiško-srbske plese. V Parizu je bil tudi dirigent in solist v orkestru Cortot, dirigent zbora Jadran pri Jugoslovanskem glasbenem društvu, član pariškega Jugoslovanskega kvarteta, zborovodja francoskega pevskega zbora Les menestrels, posnel je tudi mnogo glasbe za film in radio. Med letoma 1935 in 1945 je bil dirigent Radijskega orkestra v Ljubljani. Večkrat je tudi sodeloval z baletnikom Pinom Mlakarjem.
Po 2. svetovni vojni je slovenska oblast Šijanca obdolžila kršitve kulturnega molka, zato je izgubil službo na Radiu Ljubljana, onemogočeno mu je bilo tudi delovanje na podeželju. Odšel je v Benetke, nato je dobil mesto violista v torinskem opernem orkestru, leta 1947 pa se je ob gostovanju z baletno skupino milanske Scale v Buenos Airesu  odločil za bivanje v Argentini. V La Plati je imel uspešno kariero dirigenta in dirigentskega pedagoga, bil je tudi ustanovni član Slovenske kulturne sekcije v Argentini. Leta 1959 je kot dirigent gostoval v Mariboru. V Argentini si je nadel umetniško ime Mariano Drago.